# Johan Nordansjö
Johan Olof Nordansjö, född 11 juni 1966 i Täby, Stockholms län, är en svensk idrottsman.
Nordansjö har skrivit boken Mitt nakna jag, som tog 11 år för honom att skriva. Den handlar om en person vid namn Max som har en CP-skada och som därför åker till Thailand med sin lesbiska vän för att köpa sex. Nordansjö har uppmärksammats för sina uttalanden och sin önskan om att Sverige borde legalisera prostitution och inrätta statliga bordeller.